# Мышкина, Мария Егоровна
Мария Егоровна Селенкина  (урождённая Мышкина; 1844—1894) — прозаик.

## Биография
Семья (отец — спившийся уездный канцелярист, губернский секретарь) жила в большой нужде, и Селенкина, старшая из четырёх сестёр, в ноябре 1863 года (по другим сведениям, весной 1862 года) приехала к родственникам в Вятку. Страсть к чтению Селенкина, получившая «домашнее образование», восприняла от матери. Особое впечатление на неё произвела личность Н. А. Добролюбова, в котором она нашла «много родного своему сердцу». В 1864 году Селенкина написала первую повесть и отправила её в  Петербург. Вторую повесть — «Семейное житье», над которой Селенкина работала в 1865—1866 годах, приняло к печати «Русское слово», однако журнал был закрыт. При содействии Н. А. Благовещенского повесть под названием «Мирные сцены в мирном городе (Воспоминания далёкого прошлого)» опубликовал «Женский вестник» (1867). Тему воспитания, затронутую в опубликованной повести, Селенкина продолжает и в рассказе «Сашенька Кропачева» (1869). Её любимые героини (в повести — дочь мелкого чиновника, в рассказе — провинциальная девушка из купеческой среды) не склоняются перед тяжёлыми семейными обстоятельствами и рвутся к «разумной жизни».
Первые годы семейной жизни (с 1867 года замужем за А. Н. Селенкиным, банковским чиновником) были отданы воспитанию детей, хлопотам по дому. Под влиянием политических ссыльных Ф. Ф. Павленкова (сосланного в Вятку за издание сочинений Д. И. Писарева; знакомы с 1870 года) и В. Ф. Трощанского (познакомились в 1872 году) Селенкина посылает в 1873 году публицистическую статью о состоянии современной литературы в «Неделю».
После отъезда Трощанского в Курск вся организационная работа в вятском народническом кружке легла на плечи Селенкиной. В 1874 году она трижды подвергалась обыску (с конфискацией её дневника и писем Трощанского); обвинялась по «делу о преступной пропаганде в Империи», закончившемуся «процессом 193-х». Сидела в тюрьмах Казани (сентябрь 1874) и Вятки (до февраля 1876 года), а затем находилась под надзором полиции (до марта
1883 года) с «воспрещением» жительства в столицах. Нужда (в семье в 1882 было пятеро детей; муж как «человек вредного направления и образа мыслей» уволен из банка и с 1881 года жил отдельно от семьи в Нижнем Новгороде случайными заработками) заставила Селенкину заниматься репетиторством, перепиской, шитьём. Ей удалось опубликовать несколько рассказов, в том числе «Бесплатный урок» (1882), отразивший личный горький опыт (судьба опальной семьи, от которой из страха отвернулась городская интеллигенция), «Алексеевна» (1885). Один из рассказов, получивший одобрение В. Г. Короленко — «После долгой разлуки» (1888), посвящён отходу части демократической интеллигенции от идеалов юности. Самое крупное произведение Селенкиной — роман «Лобановщина» (1890) было также высоко оценено Короленко. Портрет Селенкиной начала 1860-х годов работы В. М. Васнецова находится в Кировском литературном музее.